# استشارة قانونية

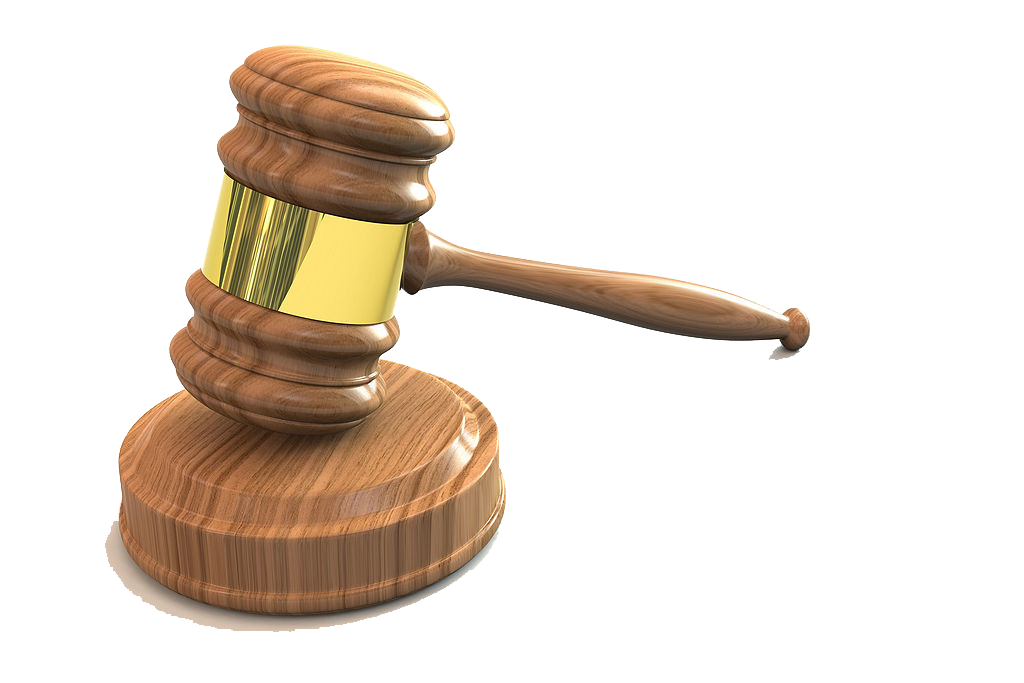
مطرقة القضاة 3D

الاستشارة القانونية هي الآلية التي تُحدد الوصف والتكييف القانوني للنازلة. حيث أن الغرض من طلب الاستشارة القانونية هو تبين وجهة نظر القانون في النزاع أو المسألة القانونية التي عُرضت على القضاء أو ستُعرض عليه مُستقبلًا. قصد ضمان الحق أو المركز المادي المتوخي من الخصومة. وبالتالي فإن كان الطبيب هو المختص في علاج الامراض التي نصاب بها من حين لاخر، ذلك انه في حال شعورنا بمرض أو وعكة صحية نتوجه للطبيب فان الاختصاص في حالة وقعتنا في مشكل أو ورطة يؤطرها القانون يرجع الاختصاص للمستشار القانوني أو المحامي.
إن الاستشارة القانونية هي ذلك الاجتماع الذي يكون بين المستشار القانوني والموكل لغرض فحص القضية قصد ايجاد الحل القانوني وجمع الادلة وتمحيصها قصد عرضها كحجة اثناء عرض النزاع على القضاء. حيث يتم التشاور في القضية قصد ايجاد الادلة التي ستساعد الموكل في كسب القضية. قد يكون هذا الاجتماع واقعيا أي ان الموكل يذهب إلى مكتب المستشار وهذا يحتاج لوقت وجهد أو قد تكون استشارة افتراضية عن طريق الهاتف أو الانترنيت وتمتاز هذه الاخيرة بسرعتها كما انها لا تحتاج لوقت كثير حيث يتم ربح عامل الوقت والجهد.
ان الاستشارة القانونية من أفضل الحلول الوقائية فعند طلب استشارة قانونية يمكننا هذا الاجراء أي الحصول على المعلومة أو المعرفة القانونية التي توضح حقوقنا وكيفية الحصول عليها أو استرجاعها في حالة فقدانها بطريقة قانونية سليمة. فالاستشارة القانونية توضح الطريق وتمهدها قصد الحصول على الحق المسلوب أو اثباته.
تتطلب الاستشارة القانونية تحليلا دقيقا لوقائع النزاع أي تحيل كل كبيرة وصغيرة ومقارنة النازلة مع القانون قصد ايجاب انجع الحلول القانونية واسهلها. فلا يكفي ان نناقش واجهة النزاع فقد فلا بد من التعمق في تفاصيله وعرضها وتحليلها ليكون الموكل جاهزا لعرض نواعه على القضاء.
الاستشارة القانونية هي رأي مكتوب يقوم بتقديمه المحامي/المستشار القانوني، بناء على طلب موكله لحاجة موكله لذلك أو لتقديمه لطرف آخر في الاتفاقية/العقد، وتوضح الخلاصة القانونية حول الموضوع دون توضيح المبررات التي ارتكز عليها في خلاصته. وتطلق كلمة الاستشارة القانونية في بعض الأحيان على كل المذكرة القانونية المحتوية على الرأي القانوني، كما تعني الخلاصة القانونية المضمنة في تلك المذكرة.
تمثل الاستشارة القانونية عقدا بين المستشار مقدم المذكرة وبين موكله وكذلك الطرف الثالث الذي تقدم له الاستشارة، حيث أنه من حق الطرف الثالث المقدمة له الاستشارة الاعتماد على تلك الاستشارة دون اتخاذ أي إجراءات للتأكد من صحتها. ويعتبر المحامي مقدم الاستشارة القانونية مسؤولا تجاه الطرف الثالث في معظم البلدان إذا قدمت الاستشارة بصورة خاطئة وتسببت في أضرار للطرف الثالث الذي أعتمد عليها.